# Luena (Angola)
Luena (of Lwena) is een stad in het oosten van Angola. In de Portugese tijd heette de plaats Vila Luso of Luso. Het is de hoofdstad van de provincie Moxico.

## Geschiedenis
Toen de expeditie van de Portugezen Serpa Pinto en Silva Porto in 1894/95 hier arriveerde, richtten ze er een eerste vesting op. Op basis van verkenningen door deze expeditie werd op 15 september 1917 het district Moxico afgebakend, en genoemd naar een lokale hoofdman. De eerste Gouverneur van Moxico, Dr. António de Almeida, liet 20 km ten noorden van deze vestiging de nieuwe districtshoofdstad oprichten. Deze werd „Moxico Novo“ genoemd. In 1922 reisde Generaal Norton de Matos als hoge commissaris voor Angola naar Moxico Novo. Hij verklaarde de groeiende plaats tot Vila (kleine stad) en noemde het „Vila Luso“, naar het Portugese Luso. Op 18 mei 1956 werd Luso tot stad (Cidade) verheven.
Na de onafhankelijkheid in 1975 werd de Portugese naam veranderd in die van de nabijgelegen rivier Luena.
Op 4 april 2002 tekenden de Angolese regering en de UNITA hier het Luena Memorandum of Understanding, waarmee de burgeroorlog die in 1975 was begonnen werd beëindigd. Kort daarvoor werd UNITA-leider Jonas Savimbi in de buurt van Luena vermoord.

## Bestuur

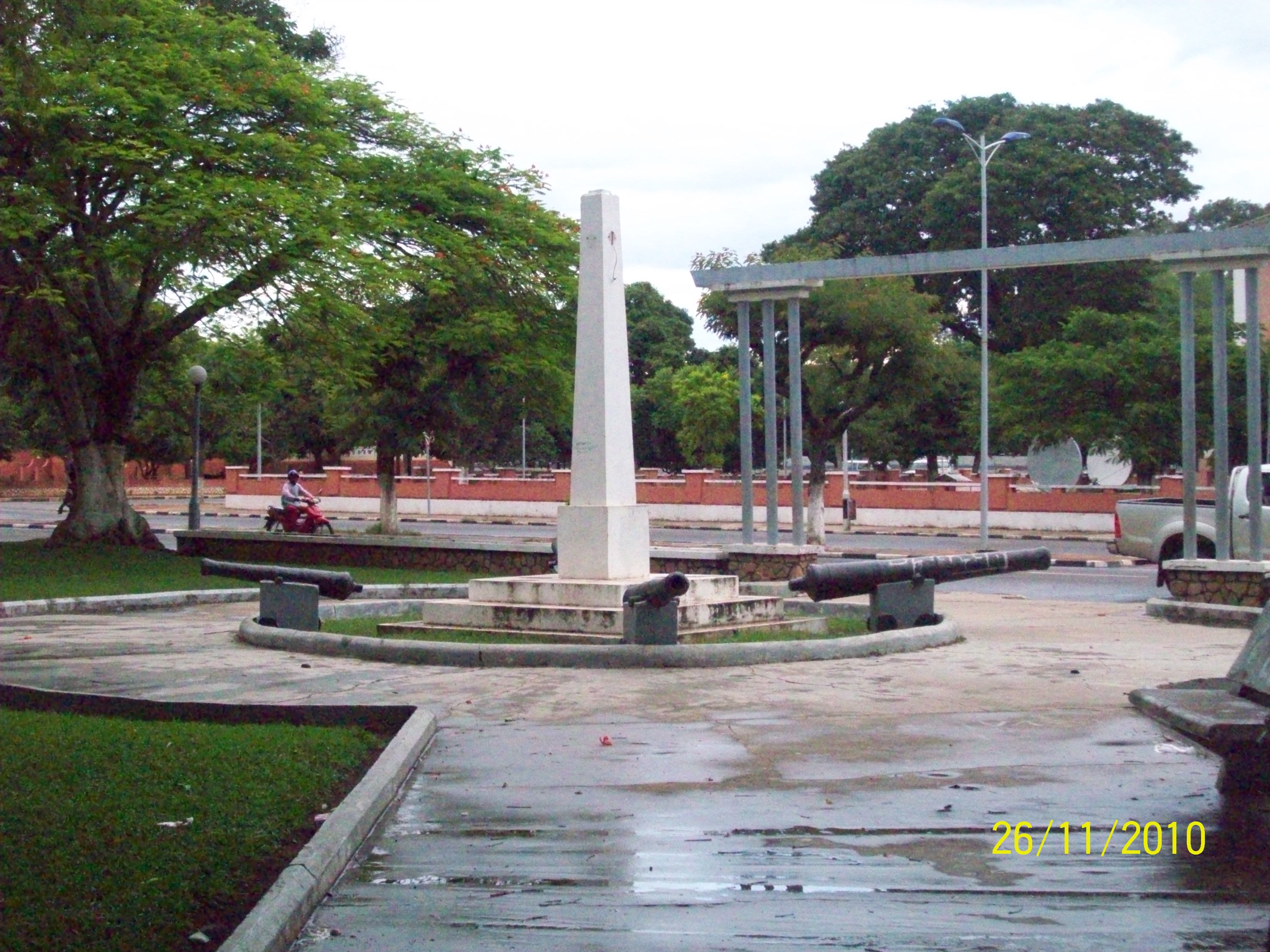
Plein voor het gouverneurspaleis in Luena

Luena is zetel van de gelijknamige stedenkring (Município) in de provincie Moxico.
Deze Município bestaat uit de gemeenten:
- Cangumbe-Kachipoque
- Lucusse
- Luena
- Lutuai (of Muangai)

De stad Luena is door terugkerende vluchtelingen voor de burgeroorlog sterk gegroeid. Door ongecontroleerde groei ontstonden een aantal nieuwe stadswijken.
Volgens de volkstelling van 2014 bedroeg het aantal inwoners van de hele município Luena 357.000 personen; voor 2018 werd een geschat aantal verwacht van 403.000.

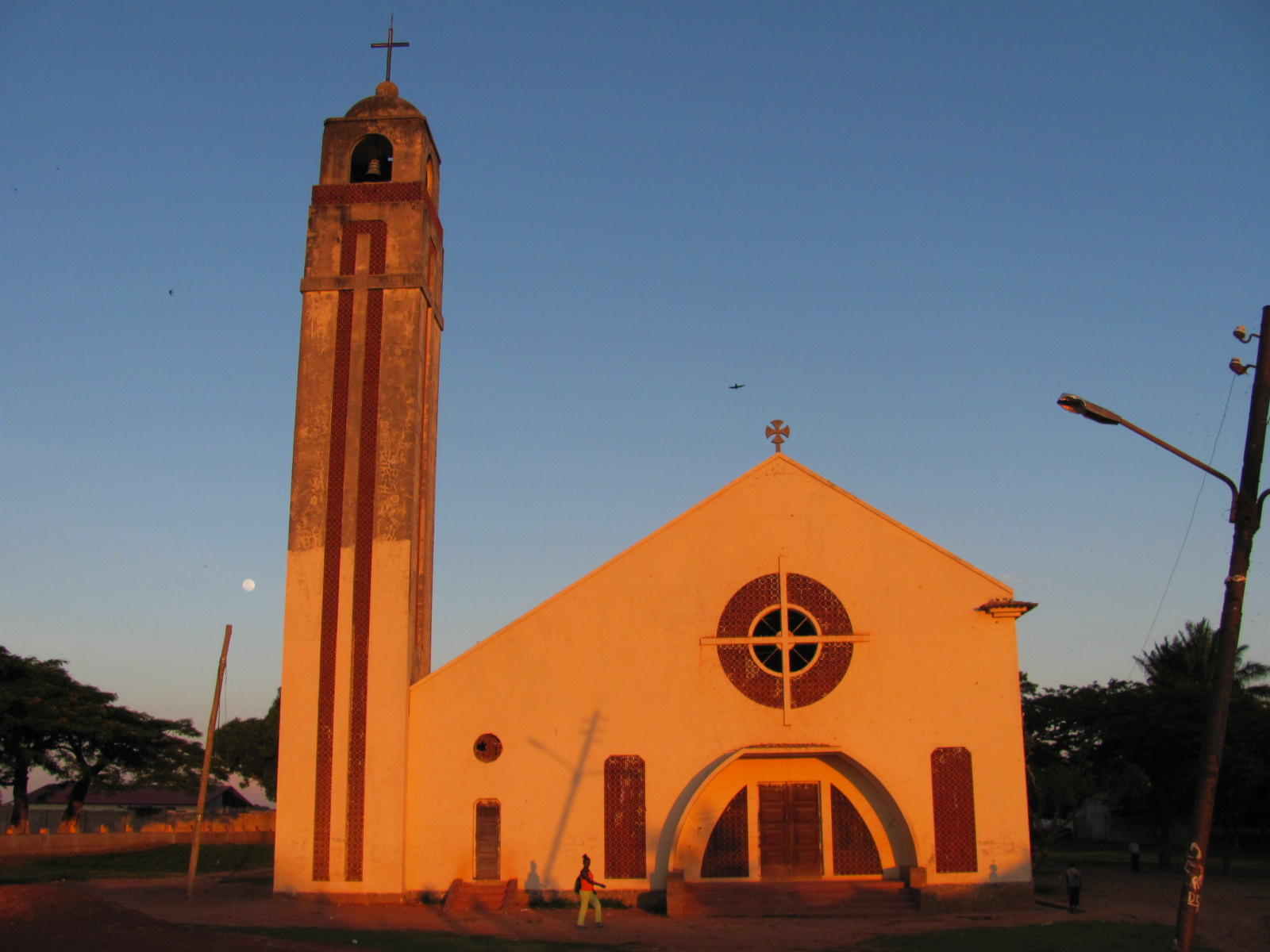
Kerk Igreja Sacalumbo Nossa Senhora das Vitórias do Luena

## Bezienswaardigheden
De enkele bezienswaardigheden zijn de kerk Igreja Nossa Senhora das Vitórias. Voorts is er een monument verband houdend met het eind van de burgeroorlog. Rebellenleider Jonas Savimbi ligt begraven op de centrale begraafplaats van de stad.
Buiten de stad ligt het beschermde bosgebied Reserva Florestal do Luena, dat bedreigd wordt door de sterke groei van de stad.

### Parque Nacional da Cameia
Het Nationale park Cameia bestaat vooral uit vochtige bossen en graslanden en werd in 1935 als beschermd jachtgebied aangewezen, voor het in 1957 een Nationaal park werd. Met een oppervlak van 14.450 km² is het de tweede in grootte van de zes parken in Angola. Het park wordt in het oosten begrensd door de Zambesi, in het zuiden door de Luena, in het westen en noorden door de Benguela-spoorweg. De belangrijkste zoogdieren die in het park voorkomen, zijn de Gnoe, de lierantilope, de litschiewaterbok, de bohorrietbok, het knobbelzwijn, de leeuw en andere grote katachtigen.

## Sport
De in 1983 opgerichte voetbalclub Bravos do Maquis speelt in de hoogste speelklasse, de Girabola. Als thuisbasis gebruiken ze het stadion Estádio Comandante Jones Kufuna Yembe - Mundunduleno, ook Estádio do Luena genoemd, met 4300 plaatsen. Daar speelt ook de voetbalclub Juventude de Moxico, die in 2007 een seizoen in de Girabola speelde.

## Verkeer

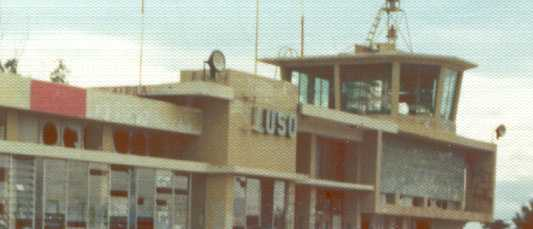
Luchthavengebouw, 1975

Luena ligt aan de Benguela-spoorweg die van de havenstad Lobito aan de Atlantische kust, via Huambo naar Luau bij de grens met Congo-Kinshasa verloopt. Het is een belangrijke afzetcorridor voor de lokale productie. De belangrijkste wegverbinding is de EN-250 van Kuito en Chicala in het westen naar Luau in het oosten. Er wordt voornamelijk door motorfietsen, zware terreinwagens en Kamaz-vrachtwagens gebruik van gemaakt. De EN-180 geeft verbinding met Camanongue in het noorden en Lucasse in het zuiden. Het vliegveld biedt o.a. dagelijkse verbinding met de hoofdstad Luanda. De op 1329 meter hoogte gelegen luchthaven heeft de IATA-code LUO en de ICAO-code FNUE.

## Klimaat
Luena heeft een gematigd savanneklimaat of Chinaklimaat, code Cwa volgens de klimaatclassificatie van Köppen.
De hoogte, ongeveer 1300 meter boven zeeniveau, heeft een matigende invloed op de temperatuur.
De maximumtemperatuur overdag is met 29°C tot 31°C het hoogst in de maanden augustus t/m oktober, tegen het begin van de natte tijd. De rest van het jaar ligt de middagtemperatuur rond 27°C, in juni nog iets lager. De jaarlijkse neerslaghoeveelheid bedraagt 1220 mm. De natste maanden zijn december t/m maart met per maand rond de 200 mm. In juni, juli en augustus valt gewoonlijk geen regen.